# Rhipidia subpectinata
Rhipidia subpectinata är en tvåvingeart. Rhipidia subpectinata ingår i släktet Rhipidia och familjen småharkrankar.

## Underarter
Arten delas in i följande underarter:
- R. s. pleuralis
- R. s. subpectinata